# Folie à Deux (album)
Folie à Deux è il quarto album della band statunitense Fall Out Boy. L'album è stato pubblicato il 13 dicembre 2008 in Australia e Nuova Zelanda e il 16 dicembre nel resto del mondo. Ha venduto in due settimane circa 365 000 copie in tutto il mondo.

## Tracce
1. Lullaby(e) - 1:59
2. Disloyal Order of Water Buffaloes - 4:17
3. I Don't Care - 3:34
4. She's My Winona - 3:51
5. America's Suitehearts - 3:34
6. Headfirst Slide into Cooperstown on a Bad Bet - 3:54
7. The (Shipped) Gold Standard - 3:19
8. (Coffee's for Closers) - 4:35
9. What a Catch, Donnie - 4:51
10. 27 - 3:12
11. Tiffany Blews - 3:44
12. w.a.m.s. - 4:38
13. 20 Dollar Nose Bleed - 4:17
14. West Coast Smoker - 2:48

Tracce bonus nell'edizione deluxe
1. I Don't Care (Machine Shop Remix) - 3:03
2. America's Suitehearts (South Rakkas Remix) - 3:40
3. Pavlove - 3:34
4. America's Suitehearts (Acoustic) - 3:40
5. What a Catch, Donnie (Acoustic) - 4:01
6. Beat It - 3:53

## Singoli
Numerosi sono stati i singoli pubblicati dai Fall Out Boy su iTunes prima dell'effettiva uscita dell'intero album. Il primo singolo, pubblicato l'8 settembre 2008, è stato "I Don't Care"; successivamente, il 7 ottobre 2008, è stato pubblicato il secondo singolo, "Headfirst Slide into Cooperstown on a Bad Bet". Il terzo singolo pubblicato è stato "What a Catch, Donnie", pubblicato il 15 ottobre 2008 e, infine, l'ultimo singolo pubblicato finora è "America's Suitehearts", che è stato pubblicato il 2 dicembre 2008. Tutti i singoli pubblicati su Itunes facevano parte della promozione "Completa il mio album", con la quale il prezzo dei singoli viene scalato al costo effettivo dell'intero album acquistato sempre su Itunes.

## Formazione
- Patrick Stump - voce, chitarra ritmica
- Pete Wentz - basso, seconda voce
- Joe Trohman - chitarra solista
- Andy Hurley - batteria

Collaborazioni
- Elvis Costello - voce in "What a Catch, Donnie"
- Lil Wayne - voce in "Tiffany Blews"
- Brendon Urie - voce in "What a Catch, Donnie" e "20 Dollar Nose Bleed"
- Gabe Saporta - voce in "What a Catch, Donnie"
- Travis McCoy - voce in "What a Catch, Donnie"
- Doug Neumann - voce in "What a Catch, Donnie"
- Alex DeLeon - voce in "What a Catch, Donnie" e "Tiffany Blews"
- William Beckett - voce in "What a Catch, Donnie"
- Debbie Harry - voce in "West Coast Smoker"